# 16 Biggest Hits (album de George Jones)
Albums de George Jones
It Don't Get Any Better Than This
(1998) Cold Hard Truth
(1999)
16 Biggest Hits est une compilation de l'artiste américain de musique country George Jones. Cet album est sorti le 14 juillet 1998 sur le label Epic Records. Cet album a été certifié Disque d'or le 5 novembre 2002 par la RIAA.

## Liste des pistes
| No  | Titre                                       | Auteur | Durée |
| --- | ------------------------------------------- | ------ | ----- |
| 1.  | A Picture of Me (Without You)               |        | 2:33  |
| 2.  | What My Woman Can't Do                      |        | 2:37  |
| 3.  | The Grand Tour                              |        | 3:07  |
| 4.  | These Days (I Barely Get By)                |        | 3:02  |
| 5.  | The Door                                    |        | 2:43  |
| 6.  | Bartender's Blues                           |        | 3:45  |
| 7.  | He Stopped Loving Her Today                 |        | 3:17  |
| 8.  | If Drinkin' Don't Kill Me (Her Memory Will) |        | 3:11  |
| 9.  | Still Doin' Time                            |        | 2:50  |
| 10. | I Always Get Lucky with You                 |        | 3:19  |
| 11. | She's My Rock                               |        | 2:27  |
| 12. | Wine Colored Roses                          |        | 3:19  |
| 13. | The Right Left Hand                         |        | 3:16  |
| 14. | Radio Lover                                 |        | 3:29  |
| 15. | The King Is Gone (So Are You)               |        | 3:23  |
| 16. | Who's Gonna Fill Their Shoes                |        | 3:18  |

## Positions dans les charts
| Chart (1998)                      | Positions |
| --------------------------------- | --------- |
| U.S. Billboard Top Country Albums | 50        |